# Keban
Keban (armenisch Gaban – „Durchgang“) ist eine Stadt und Hauptort des gleichnamigen Landkreises in der türkischen Provinz Elâzığ. Der Ort liegt etwa 47 Straßenkilometer westlich von der Provinzhauptstadt und beherbergt etwa zwei Drittel der Landkreisbevölkerung (2020: 64,4 %). Keban liegt am Fluss Euphrat, der nördlich von Keban zum Keban-Stausee (Keban Baraj Gölü) aufgestaut wird.

## Geografie
Der Landkreis Keban liegt im Westen der Provinz. Er grenzt im Süden an den Kreis Baskil, im Osten an den zentralen Landkreis (Merkez) und im Westen an den Kreis Arapkir der Provinz Malatya. Im Norden bildet der Stausee der Keban-Talsperre eine natürliche Grenze zum Kreis Ağın und zur Provinz Tunceli.
Der Landkreis hat nach dem Kreis Baskil die niedrigste Bevölkerungsdichte von nur 10 Einwohner je Quadratkilometer, was etwa einem Sechstel des Provinzdurchschnitts (63 Einwohner je km²) entspricht. Der Kreis besteht neben der Kreisstadt aus 30 Dörfern (Köy) mit einer durchschnittlichen Bevölkerung von 78 Bewohnern. Altınkürek ist mit 249 Einwohnern das größte Dorf.
Ende 2020 lag Keban mit 6.546 Einwohnern auf dem 9. und somit drittletzten Platz der bevölkerungsreichsten Landkreise in der Provinz Elâzığ.

## Geschichte
Die Geschichte Kebans reicht sehr weit zurück. So wurden während des Baus der Keban-Talsperre Siedlungsspuren aus der Kupfersteinzeit gefunden. Zur Zeit der Hethiter im 2. Jahrtausend v. Chr. war Keban Teil des Landes Išuwa. Von dieser Periode zeugen die Siedlungshügel Korucutepe und Norşuntepe mit Inschriften und Namen der Könige von Išuwa. Bei Tepecik finden sich Reste von assyrischen Handelsposten. Nach dem Untergang der Hethiter herrschten im 9. Jahrhundert v. Chr. die Urartäer.
Später herrschten die Byzantiner und nach ihnen die Seldschuken über Keban. Im Jahre 1017 führte der seldschukische Herrscher Tschaghri Beg einen Feldzug nach Elazığ. Nach der türkischen Eroberung Anatoliens herrschten verschiedene türkische Fürstentümer wie die Ortoqiden, Çubukoğulları, Dulkadir und Aq Qoyunlu. Im Jahr 1515 besiegten die Osmanen die Safawiden und wurden Herr über ganz Anatolien. Keban blieb bis zum Ersten Weltkrieg osmanisch. Seit 1923 ist Keban Teil der neugegründeten Türkei.
Anfang des 20. Jahrhunderts waren 250 Haushalte moslemisch und noch 50 armenisch.
1954 gab der Kreis den nördlichen Teil seines Territoriums an den neu gegründeten Kreis Ağın ab.